# Теорема Слешинского — Прингсхайма
Теорема Слешинского — Прингсхайма — один из признаков сходимости обобщённых цепных дробей.

## История
Теорема была доказана в конце 19-го века независимо Иваном Слешинским
и
Альфредом Прингсхаймом.

## Формулировка
Предположим, {\displaystyle a_{n}} и {\displaystyle b_{n}} — последовательности вещественных чисел такие, что {\displaystyle |b_{n}|\geqslant |a_{n}|+1} для любого {\displaystyle n}.
Тогда цепная дробь
{\displaystyle {\cfrac {a_{1}}{b_{1}+{\cfrac {a_{2}}{b_{2}+{\cfrac {a_{3}}{b_{3}+\ddots }}}}}}}
сходится абсолютно к некоторому вещественному числу в интервале {\displaystyle [0,1]}.